# Ceracis magister
Ceracis magister är en skalbaggsart som beskrevs av Lawrence 1971. Ceracis magister ingår i släktet Ceracis och familjen trädsvampborrare. Inga underarter finns listade i Catalogue of Life.